# Wiener Akademikerball
Der Wiener Akademikerball ist ein seit 2013 jährlich stattfindender Ball in der Wiener Ballsaison, der von der Freiheitlichen Partei Österreichs (FPÖ), Landesgruppe Wien, organisiert wird. Er gilt als Nachfolger des Wiener Korporations-Balls (auch Ball des Wiener Korporationsrings oder kurz WKR-Ball), der von 1952 bis 2012 jährlich von farbentragenden und mehrheitlich schlagenden Hochschulkorporationen ausgerichtet wurde.
Seit 2008 kommt es jährlich zu Demonstrationen verschiedener Organisationen gegen den Ball. Die Proteste richten sich unter anderem gegen die Ausrichtung in der Wiener Hofburg, das verstärkte Medienecho der Gegner wurde durch die Teilnahme von Mitgliedern rechter und extrem rechter europäischer Parteien ausgelöst.

## Organisation und Geschichte

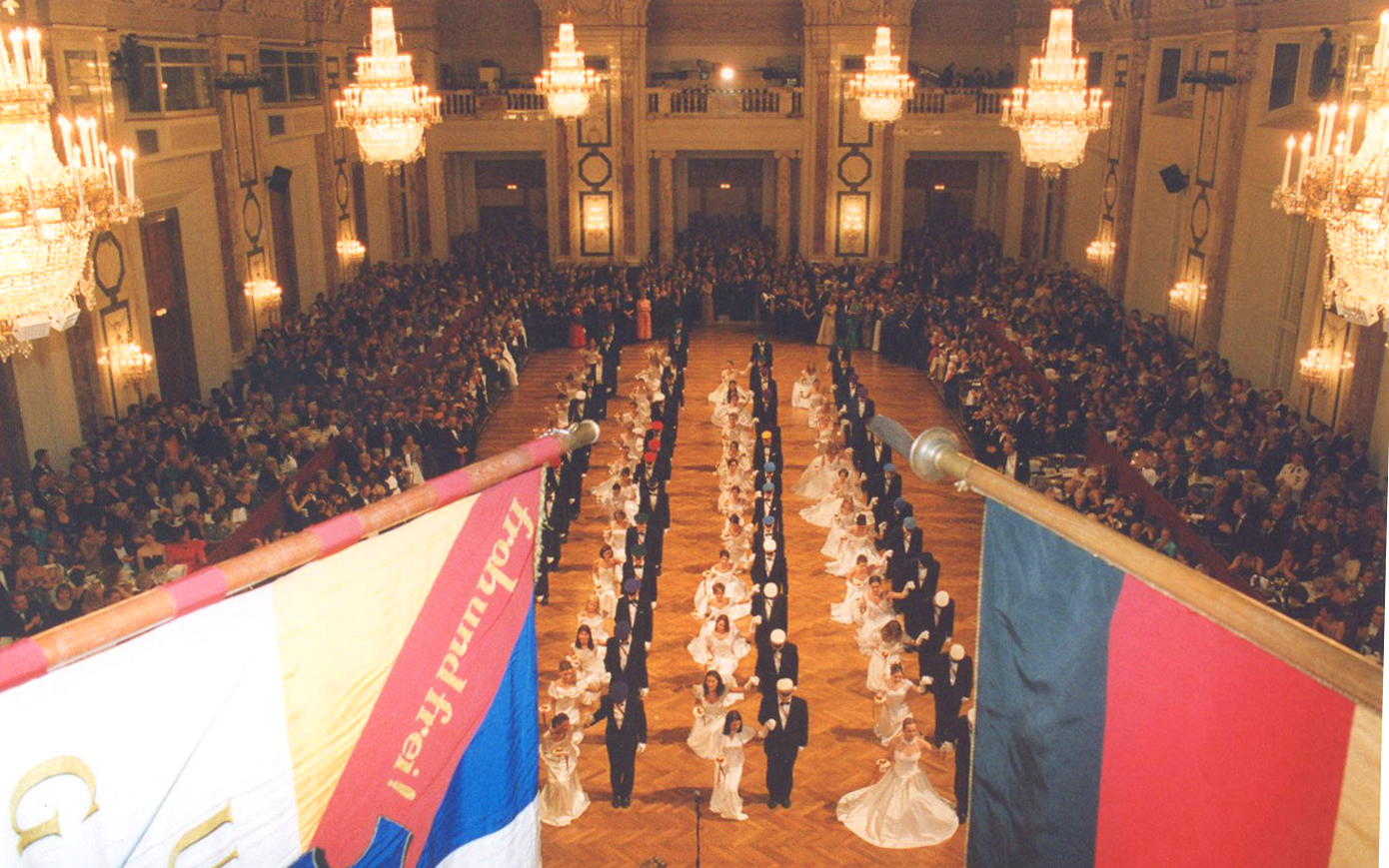
Korporations-Ball 2002 in der Hofburg

### Wiener Korporations-Ball (1952–2012)
Der Wiener Korporations-Ball wurde von dem im Zentralen Vereinsregister des österreichischen Bundesministeriums für Inneres (BMI) als Wiener Korporations-Ring, Ballausschuss – Verein für Brauchtumspflege eingetragenen Verein organisiert. Erstmals fand der WKR-Ball am 4. Februar 1952 im Wiener Konzerthaus statt, das zu dieser Zeit im britischen Sektor lag. Als Gründer der Veranstaltung gelten Viktor Hafner, Robert Drachus, Walter Wirth und Karl Bartl. Ab dem 16. Ball war bis auf 1987 der Festsaaltrakt der Wiener Hofburg der Veranstaltungsort. Nach Kritik an der Betreibergesellschaft der Hofburg kündigte diese an, ihre Räumlichkeiten im Jahr 2012 zum letzten Mal an den WKR zu vermieten. Dies wurde Ende November 2011 von der Wiener Kongresszentrum Hofburg Betriebsgesellschaft m.b.H. beschlossen, der Ball hatte für 2012 jedoch noch einen gültigen Vertrag.

### Wiener Akademikerball (seit 2013)
Um die Wiener Hofburg als Veranstaltungsort nicht zu verlieren, wurde die Organisation des Balles 2012 von der Wiener Landesgruppe der FPÖ übernommen und in Wiener Akademikerball umbenannt. Am 1. Februar 2013 fand somit der 1. Wiener Akademikerball statt. Auf Nachfrage, ob darin nicht ein Widerspruch zu sehen sei, argumentierte die Betreibergesellschaft der Hofburg, dass die Hofburg als ein Haus der Republik allen im österreichischen Parlament vertretenen Parteien offenstünde. Die Hofburg-Betreibergesellschaft wurde kritisiert, da sie für den ersten Akademikerball den vereinbarten Termin des Balles der Universität für Bodenkultur verschob.
Der Ball hat, insbesondere nach dem Wechsel von Namen und Veranstalter, eine deutlich geringere Besucherzahl zu verzeichnen. 2014 nahmen laut dem Bündnis Jetzt Zeichen setzen! 400 Ballbesucher teil, laut Angaben des Veranstalters 1.500 bis 2.000. 2015 wurden 1.500 Ballbesucher erwartet.
Am 16. Februar 2024 besuchte Richard Lugner in Begleitung des Ex-FPÖ-Chef Norbert Hofer den Wiener Akademikerball.

## Rezeption
Mindestens seit 2008 kam es jährlich zu Demonstrationen und heftiger Kritik an dem Ball, etwa durch die Österreichische Hochschülerinnen- und Hochschülerschaft (ÖH) der Universität Wien, die Grünen, die Grüne & Alternative StudentInnen (GRAS), oder die SPÖ, die unter anderem mit der Teilnahme hochrangiger Vertreter rechter und rechtsextremer europäischer Parteien begründet wurden. Laut dem Dokumentationsarchiv des österreichischen Widerstandes (DÖW) haben zwischen 2009 und 2011 Persönlichkeiten wie Markus Beisicht, Patrik Brinkmann, Filip Dewinter, Alexander Dugin, Matthias Faust, Bruno Gollnisch und der rechtsextreme katalanische Politiker Enrique Ravello an mindestens einem Ball teilgenommen.
Auch der Veranstaltungsort des Balls wurde durch die ÖH kritisiert; dieser sei einer der repräsentativsten Prunkräume der Republik. Der Betreiber Hofburg Vienna teilte hingegen mit, dass der WKR-Ball ein Ball mit jahrzehntelanger Tradition am Austragungsort sei und unter dem Ehrenschutz offizieller politischer Vertreter der Republik stehe. Im Dezember 2011 änderte sie jedoch ihre Haltung und kündigte an, dass die Hofburg ab 2013 nicht mehr für den Ball vermietet werde. Dieser Schritt erfolgte aufgrund einer Initiative der Casinos Austria, die die Hofburg mitbetreiben und erklärten, dass sie jede Form von Extremismus entschieden ablehnten und Organisationen, die die nötige Distanz zu einschlägigem Gedankengut vermissen ließen, keine Bühne geben wollten.
Im Zusammenhang mit dem Ball 2012 wurde der WKR dafür kritisiert, diesen am 27. Jänner, dem internationalen Holocaustgedenktag abzuhalten. Nach Auskunft des Veranstalters findet der Ball seit mehr als vierzig Jahren am letzten Freitag im Jänner statt und fällt damit gelegentlich auf den 27. Jänner, der seit 2005 in Österreich als Holocaust-Gedenktag gilt. 2017 fand die Veranstaltung deshalb erst am 3. Februar statt.
Im Jänner 2012 wurde bekannt, dass der WKR-Ball von der österreichischen UNESCO-Kommission als eines der Beispiele des von dieser auf die Liste des Immateriellen Kulturerbes in Österreich gesetzten Wiener Balls genannt wurde. Daraufhin entfernte die Kommission den Eintrag Wiener Ball und gab an, dass die Beispielliste nicht von ihr, sondern vom Kontaktkomitee der Wiener Nobel- und Traditionsbälle zusammengestellt wurde und sie den WKR-Ball in dieser Liste übersehen habe. Die Literaturnobelpreisträgerin Elfriede Jelinek bezeichnete die Eintragung des WKR-Balls in die Liste als „Verunglimpfung Österreichs“. FPÖ-Generalsekretär Herbert Kickl sprach mit Blick auf die Kritiker des WKR-Balls hingegen von einem „Kesseltreiben der selbsternannten Zivilgesellschaft“, die ein „völlig unerträgliches Ausmaß an Unappetitlichkeit“ angenommen habe. Die Washington Post bezeichnete am 19. Jänner 2011 die Entscheidung des österreichischen UNESCO-Komitees zur Entfernung des Elements Wiener Ball als symbolisch für den in den letzten Jahren einsetzenden kritischen Umgang mit dem Nationalsozialismus in Österreich.
Die französische Politikerin Marine Le Pen (Front National) wurde 2012 von der französischen Zeitung Libération für ihren Besuch des WKR-Balls kritisiert, sie habe an einem „widerlichen Ball für Nostalgiker des 3. Reichs“ teilgenommen.
In Österreich wurde Kritik am FPÖ-Klubobmann Heinz-Christian Strache laut, nachdem dieser die Demonstrationen gegen den Ball mit der Verfolgung der Juden verglichen hatte. In der Zeit im Bild (ZiB2) des ORF vom 31. Jänner 2012 rechtfertigte sich Strache, er habe „den Vergleich nicht direkt“ gezogen und ein belauschtes Privatgespräch sei „völlig falsch und aus dem Zusammenhang“ gerissen wiedergegeben worden.

## Proteste gegen den Ball

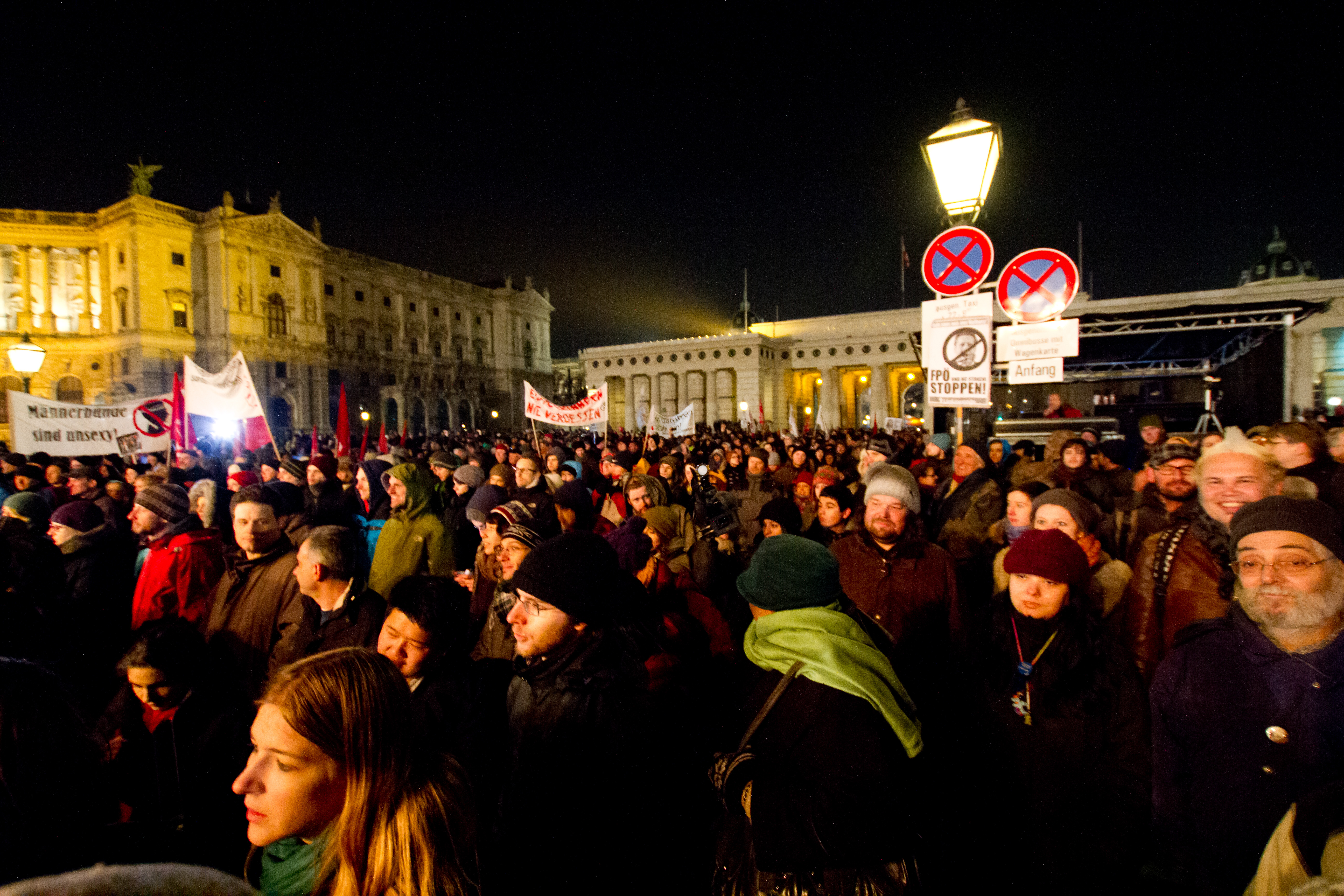
Kundgebung „Jetzt Zeichen setzen!“ gegen den WKR-Ball 2012

### Proteste 2005
Nachdem dem WKR-Ball in der breiten Öffentlichkeit wenig Beachtung geschenkt worden war, wurde 2005 bekannt, dass regelmäßig Vertreter der extremen Rechten Europas auf der Gästeliste gestanden hatten. Dies löste öffentliche Proteste aus.

### Proteste 2008
Seit 2008 gibt es jährlich – teilweise behördlich untersagte – Demonstrationen gegen den Ball. Die Demonstration gegen den WKR-Ball entwickelte sich dabei quasi zum Nachfolger der Opernballdemo, wobei auch linksextreme Gruppierungen ihre Proteste vermehrt von der Opernballdemo zur WKR-Demo verlagerten.

### Proteste 2010
2010 wurde die Demonstration erstmals im Voraus untersagt. Am ursprünglich angemeldeten Kundgebungsort, dem Christian-Broda-Platz beim Westbahnhof, wurden rund 700 Personen eingekesselt und wegen einer Verwaltungsübertretung (Verstoß gegen das Versammlungsgesetz) angezeigt. Anlässlich dieser Demonstration sprach der Menschenrechtsbeirat des Bundesministeriums für Inneres eine Empfehlung zum Umgang mit sogenannten „Polizeikesseln“ aus.

### Proteste 2011
Als 2011 die Demonstration von der Polizei erneut am Vortag untersagt wurde, kam es noch am selben Abend zu einer spontanen Demonstration mit etwa 150 Teilnehmern am Stephansplatz. Parolen gegen die Polizei rufend, zog die überwiegend schwarz vermummte Menge durch die Innenstadt und zerstreute sich schließlich beim Naschmarkt. Am nächsten Tag gab die Polizei diese Spontandemonstration, bei der Mistkübel angezündet und Beamte attackiert worden sein sollen, als Begründung für das Demonstrationsverbot vom Vortag an. Dennoch versammelten sich am Tag des Balles hunderte Demonstranten an verschiedenen Orten in der Stadt (Universitätscampus Uni Wien, U6-Station Alser Straße, Karlsplatz) und zogen auf spontanen Routen durch die Stadt, die nur teilweise von der Polizei blockiert werden konnten. Erneut gab es hunderte Anzeigen nach Kesselungen in der Westbahnstraße und in der Mariahilfer Straße. Etwa 1200 Beamte waren laut Medienberichten im Einsatz. Bei den Demonstrationen kam es wiederholt zu heftigen Auseinandersetzungen zwischen Polizisten und Demonstranten.
Im April 2013 entschied der österreichische Verfassungsgerichtshof (VfGH), dass das Verbot der Anti-WKR-Demo im Jahr 2011 verfassungswidrig war und beruft sich dabei auf die Rechtsprechung des Europäischen Gerichtshofs für Menschenrechte (EGMR), wonach eine Demonstration nicht wegen möglicher Zusammenstöße untersagt werden darf, sondern die Polizei sich im Fall des Risikos von Zusammenstößen zwischen die beiden Gruppen zu stellen habe, um die Versammlungsfreiheit zu gewährleisten.

„Würde nämlich allein der Umstand eines Risikos von Auseinandersetzungen bereits in jedem Fall erlauben, eine geplante Versammlung zu untersagen, liefe dies auf ein – mit verfassungsrechtlichen Grundsätzen nicht zu vereinbarendes – vorbeugendes Versammlungsverbot hinaus. Ein solcher Verstoß ist der belangten Behörde im vorliegenden Fall vorzuwerfen.“

### Proteste 2012

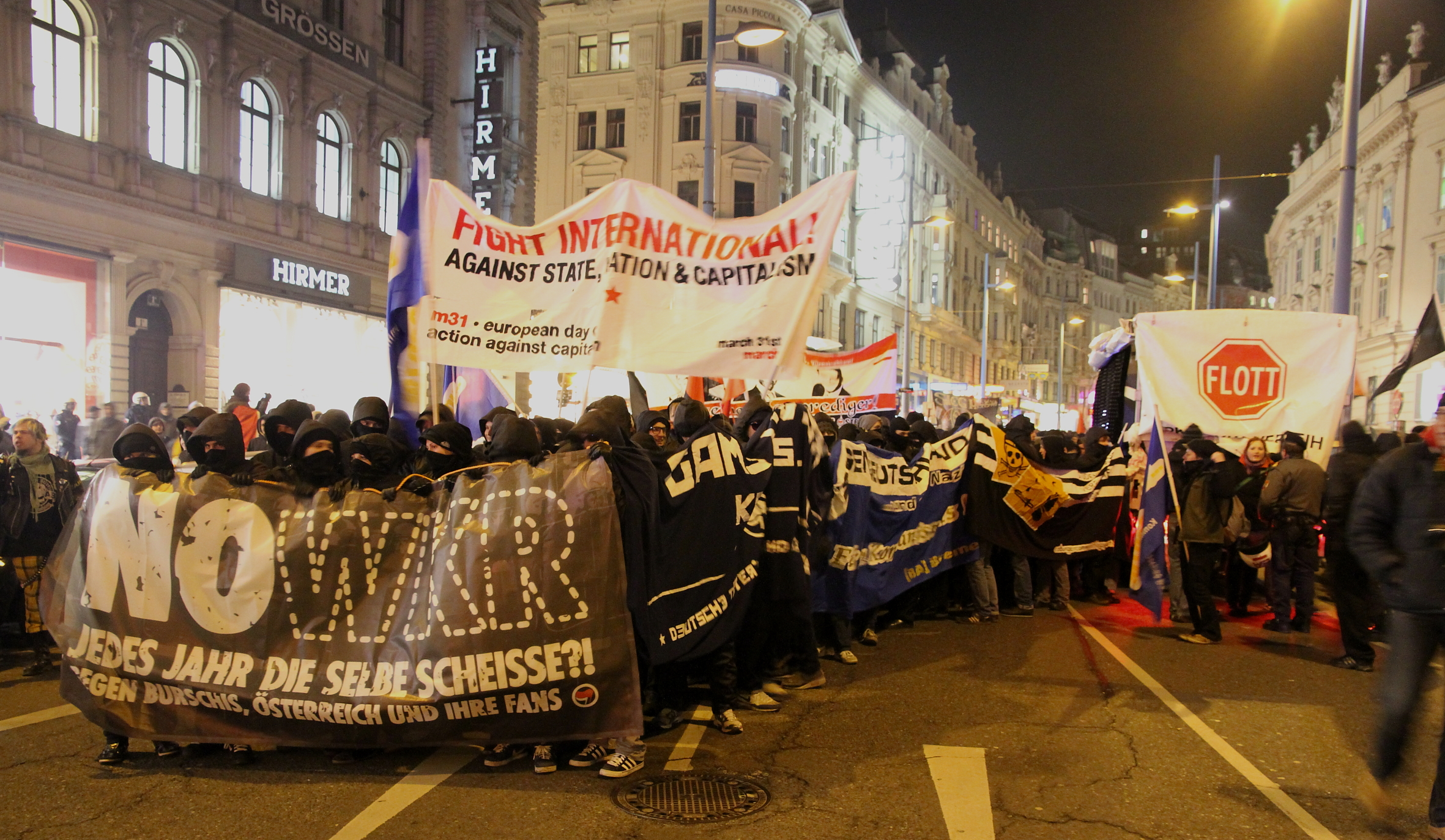
Der Schwarze Block bildet die Demo-Spitze (hier in der Mariahilfer Straße, 2012)

2012 wurde die Demonstration erstmals seit 2009 wieder erlaubt. Aufseiten der Demonstranten kam es zu einigen organisatorischen Neuerungen. Erstmals riefen nun zwei Bündnisse – neben dem althergebrachten NOWKR-Bündnis trat nun die Offensive gegen Rechts als neues Bündnis auf den Plan – zu den Protesten auf. Neben dem Broda-Platz beim Westbahnhof als Versammlungsort des autonomen nowkr-Bündnisses gab es nun die Universität Wien als zweiten Ausgangsort für eine antifaschistische Demonstration. Weiters trat 2012 erstmals die Plattform Jetzt Zeichen setzen! (der unter anderem ÖGB, Österreichische Gewerkschaftsjugend und Österreichische Hochschülerinnen- und Hochschülerschaft, SPÖ, die Grünen und die KPÖ, die Evangelische Kirche A. u. H. B. in Österreich sowie diverse Organisationen der römisch-katholischen Kirche angehören) in Erscheinung, das Redebeiträge auf einer Bühne am Heldenplatz organisierte. Nach Angaben der Veranstalter lag die Zahl der Teilnehmer zwischen 8.000 und 10.000, während die Polizei von 2.500 sprach.
In der Herrengasse wurden zwei Busse blockiert; die Polizisten mussten die Besucher aus den Fahrzeugen in Richtung des Balles eskortieren, um einen Zusammenstoß mit den Demonstranten zu verhindern. Durch das vorzeitige Ende der Kundgebung am Heldenplatz – der Strom war ausgefallen – versuchten einige Teilnehmer, in der Innenstadt Gäste am Besuch des Balls zu hindern. Eine Reihe von Personen wurden dabei wegen gerichtlich strafbarer Handlungen festgenommen, ihnen wird laut Polizei Sachbeschädigung, Körperverletzung, Widerstand gegen die Staatsgewalt sowie Gefährdung durch Sprengmittel vorgeworfen. Bei einem Tatverdächtigen wurde ein Sprengsatz in Dosenform gefunden. Es kam auch zu Gewaltakten von Rechtsextremen, Skinheads und Ballbesuchern. Im Zuge der Ereignisse wurden fünf Polizeibeamte, drei Ballbesucher und einige Demonstranten verletzt, darunter der SPÖ-Politiker Albrecht Konecny.

### Proteste 2013

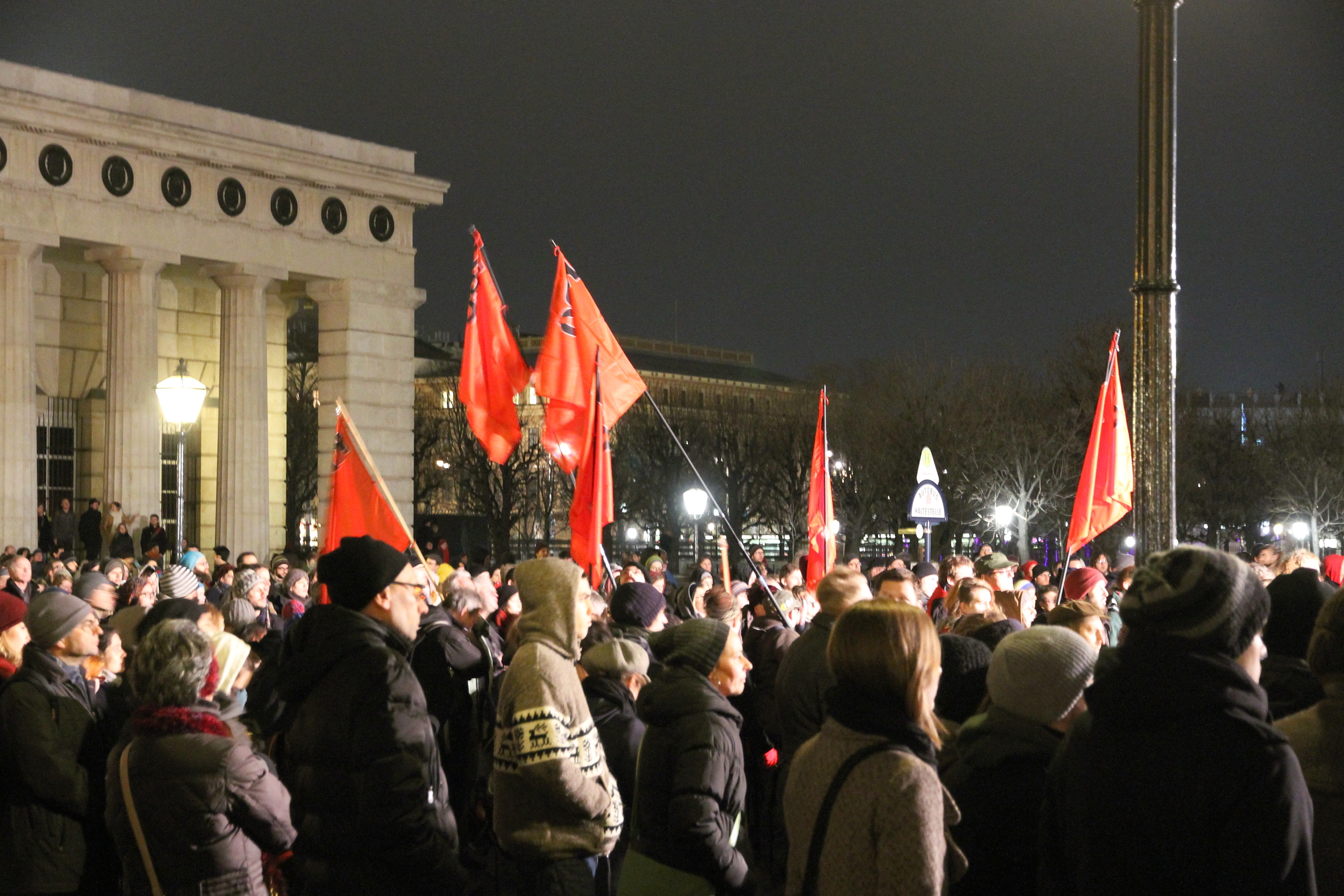
Demonstration am Heldenplatz gegen den Akademikerball (2013)

Im Jahr 2013 beteiligten sich etwa 3.000 Personen an den Demonstrationen gegen den „Akademikerball“, der am 1. Februar stattfand. Über 1.000 Polizisten waren im Einsatz, um die knapp 1.000 Ballbesucher zu schützen. Ein Teil der Demonstranten blockierte den Zugang zur Hofburg, einer Ballbesucherin wurde ins Gesicht gespuckt, Andreas Mölzer wurde mit einem Farbbeutel beworfen. Die Polizei sprach in einer Mitteilung davon, dass zwei Polizisten und zwei Ballgäste leicht verletzt wurden. Laut dem österreichischen Verfassungsschutzbericht von 2014 war der Akademikerball etwa 2013 „zentrales Protestziel der gesamten österreichischen linksextremen Szene“.

### Proteste 2014
Im Jahr 2014 verhängte die Polizei ein Platzverbot über Teile der Innenstadt. In den Bezirken 1 bis 9 wurde ein Vermummungsverbot verhängt. Der Rechtswissenschaftler Bernd-Christian Funk kritisierte das Verbot als unverhältnismäßig und bezeichnete es als „Blankoschein“ für die Polizei. Eine auf dem Heldenplatz geplante Veranstaltung der Plattform Jetzt Zeichen setzen! wurde von der Polizei an diesem Ort untersagt und daraufhin von den Organisatoren abgesagt. Die Tageszeitung Der Standard sah durch die Absperrungen die Pressefreiheit gefährdet; auch die Journalistengewerkschaft, der Redakteursrat von Puls 4 und des ORF, sowie die Organisation Reporter ohne Grenzen forderten erfolglos die Rücknahme der Beschränkungen für die mediale Berichterstattung.
Laut Polizei nahmen 6.000 vorwiegend friedliche Menschen an den Demonstrationen gegen den Akademikerball 2014 teil. Der von Wien Mitte losgehende Demonstrationszug des nowkr-Bündnisses wurde von einem etwa 100 Personen starken Schwarzen Block angeführt, während die Offensive gegen Rechts (OGR) bunt und unvermummt von der Universität Wien zum Stephansplatz zog.
Die vom Platzverbot betroffenen Teile der Innenstadt waren mit mehr als 2.000 Polizisten abgeriegelt. Nachdem sich die OGR-Demo am Stephansplatz aufgelöst hatte, gelang es jedoch gegen 18:30 Uhr einer Gruppe von mehreren Hundert Personen eine Polizeiabsperrung hinter der Staatsoper zu überrennen und somit in die Sperrzone einzudringen. Als daraufhin die am Stephansplatz befindlichen Polizeieinheiten zur Staatsoper abgezogen wurden, eskalierte die Situation. Einigen Demonstrationsteilnehmern gelang es, die spärliche Polizeikette zu umlaufen und vermummte Personen attackierten die Beamten von allen Seiten, woraufhin sich diese zum Haas-Haus zurückzogen. Die etwa 2.500 Personen umfassende Demonstration des nowkr-Zuges zerstreute sich nun fluchtartig, wobei ein Teil randalierend über den Graben und die Wipplinger Straße Richtung Schottentor zog. Polizeibeamte ergriffen die Flucht.

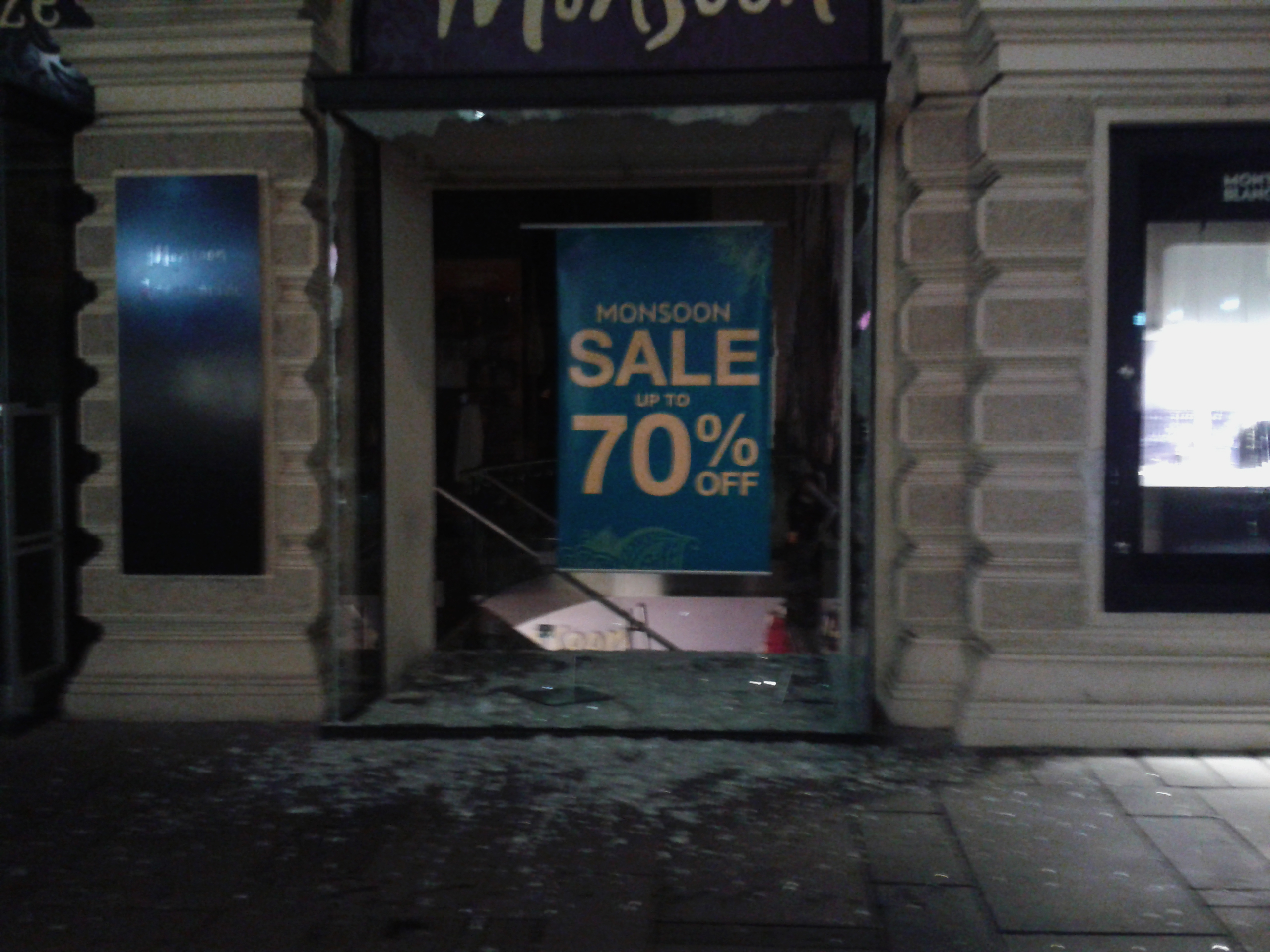
Beschädigte Auslage am Graben

Am Graben wurden einige Schaufensterscheiben eingeschlagen, Am Hof schlugen Randalierer mit ausgerissenen Baustellen-Straßenschildern die Scheiben der Polizeiinspektion ein. Ein Funkwagen des ORF, elf Einsatzfahrzeuge der Wiener Polizei und einige Privatautos wurden beschädigt. In der Wipplinger Straße wurden Scheiben einer OPEC- und EU-Niederlassung eingeschlagen. Es kam zu mehreren Festnahmen.
Hinter dem Burgtheater wurde eine Sitzblockade größeren Ausmaße veranstaltet, ebenso am Karl-Renner-Ring, wo zeitweise bis zu 2.000 Demonstranten versammelt waren. An beiden Orten kam es zu Auseinandersetzungen, Schlagstock- und Pfefferspray-Einsatz, verletzte Polizisten und Demonstranten. Der Standard berichtete, dass einer seiner Fotografen von der Polizei angegriffen wurde. Die Akademie der bildenden Künste, die gerade einen Tag der offenen Tür veranstaltete, wurde von der Polizei eingekesselt, da diese 50 von ihr verfolgte Demonstranten in dem Gebäude vermutete. Die Österreichische Hochschülerschaft (ÖH) kritisierte die Aktion scharf, die Rektorin Eva Blimlinger sprach von einem Skandal und forderte eine Entschuldigung der Polizei.
Während der Sachschaden am Tag danach von der Polizei mit über einer Million Euro beziffert wurde, ging die Staatsanwaltschaft zwei Monate später von einem Gesamtschaden von 500.000 Euro aus. Der Polizeieinsatz zur Sicherung des Balles soll etwa eine Million Euro gekostet haben. Der an der Demonstration beteiligte Deutsche Josef S. aus Jena wurde am 22. Juli 2014 unter anderem wegen Landfriedensbruch zu einem Jahr teilbedingter Haft verurteilt. Ein weiterer Demonstrant, Hüseyin S., wurde am 18. August 2014 vom Vorwurf des Landfriedensbruchs freigesprochen, jedoch wegen schwerer Körperverletzung zu sechs Monaten bedingter Haft verurteilt. Der Angeklagte verzichtete sofort, die Staatsanwaltschaft wenige Tage später auf Rechtsmittel gegen das Urteil, das damit rechtskräftig wurde. Selbst nach sieben Jahren wurde am 20. August 2021 ein Aktivist aus München wegen versuchter schwerer Körperverletzung und Widerstand gegen die Staatsgewalt verurteilt. Strittig war, dass die Vorwürfe sich nur auf widersprüchliche Aussagen von zwei Polizeibeamten stützten und er bei der Verhaftung so schwer verletzt wurde, dass er ins Krankenhaus eingeliefert werden musste.

### Proteste 2015, 2016

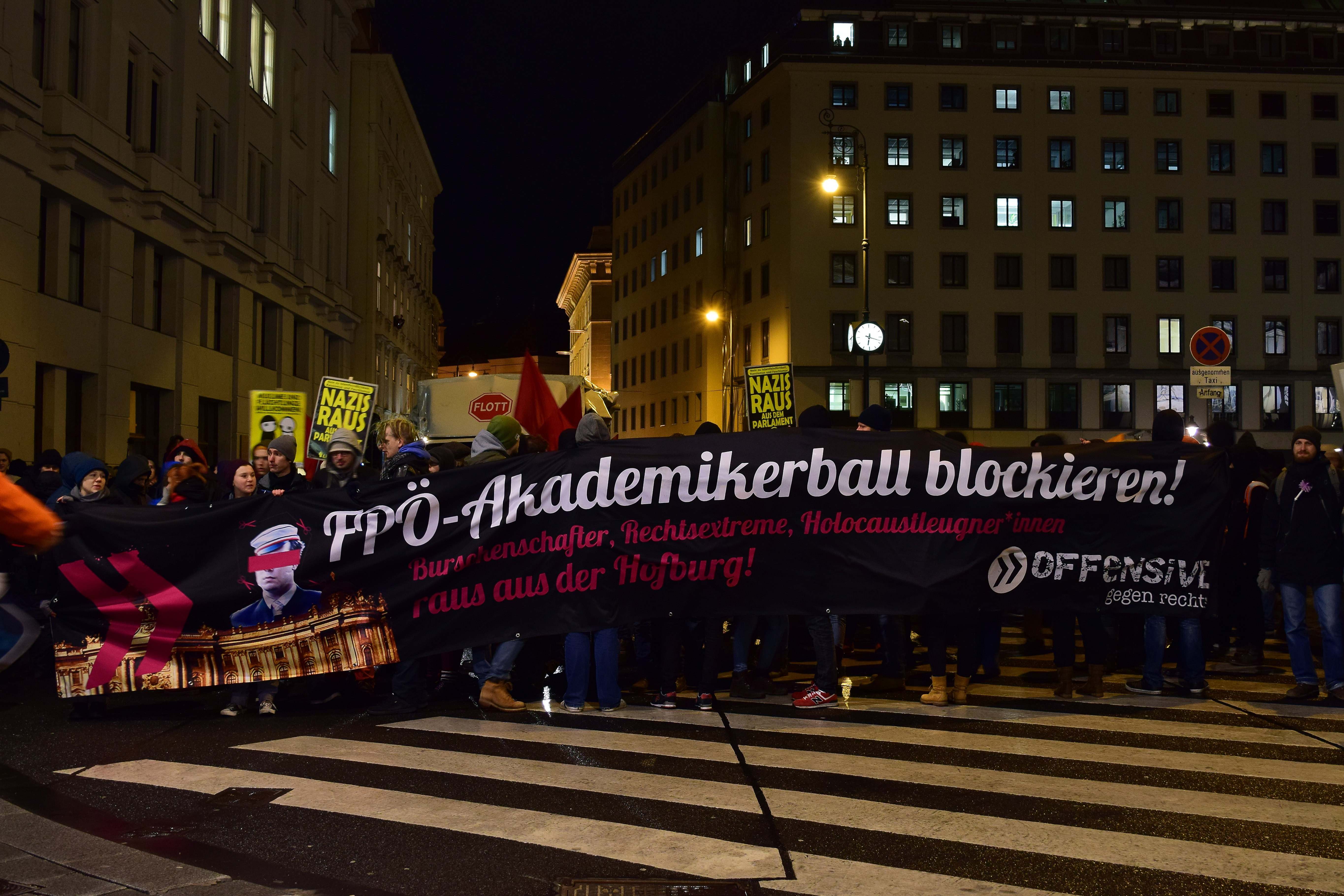
Anti-Akademikerball-Demo der Offensive gegen rechts (2015)

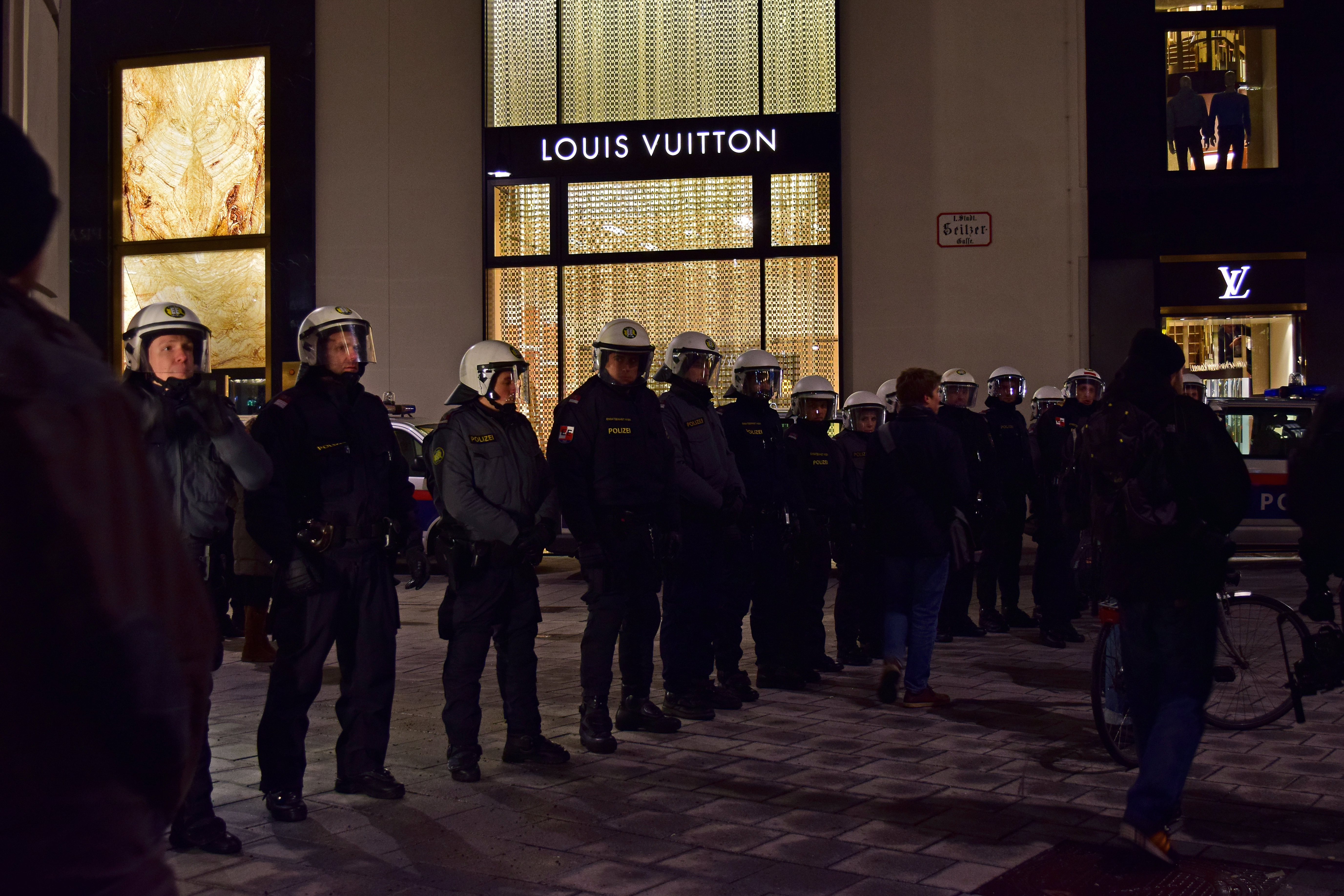
Polizeiaufgebot (2015)

Auch in den Jahren 2015 und 2016 kam es zu Protesten gegen den Ball, wobei sich die NOWKR nach der Untersagung ihrer Demonstration im Jahr 2015 auflöste. Die Initiativen Jetzt Zeichen setzen! und Offensive gegen Rechts veranstalteten wiederum Kundgebungen und Demonstrationszüge, die laut Organisator mehr als 8.000 Teilnehmer erzielten und weitgehend friedlich verliefen.

### Proteste 2017
Auch 2017 verlief die Demonstration friedlich und es nahmen deutlich weniger Demonstranten an den Protestkundgebungen teil als in den Jahren zuvor. Laut Polizeiangaben waren es 2.800 Personen, denen in etwa ebenso viele Polizeieinsatzkräfte gegenüberstanden.
Der satirischen Burschenschaft Hysteria gelang es, auf dem Ball ein Banner auszubreiten und ihn zum „Hysteria-Ball“ zu erklären.

### Proteste 2018, 2019

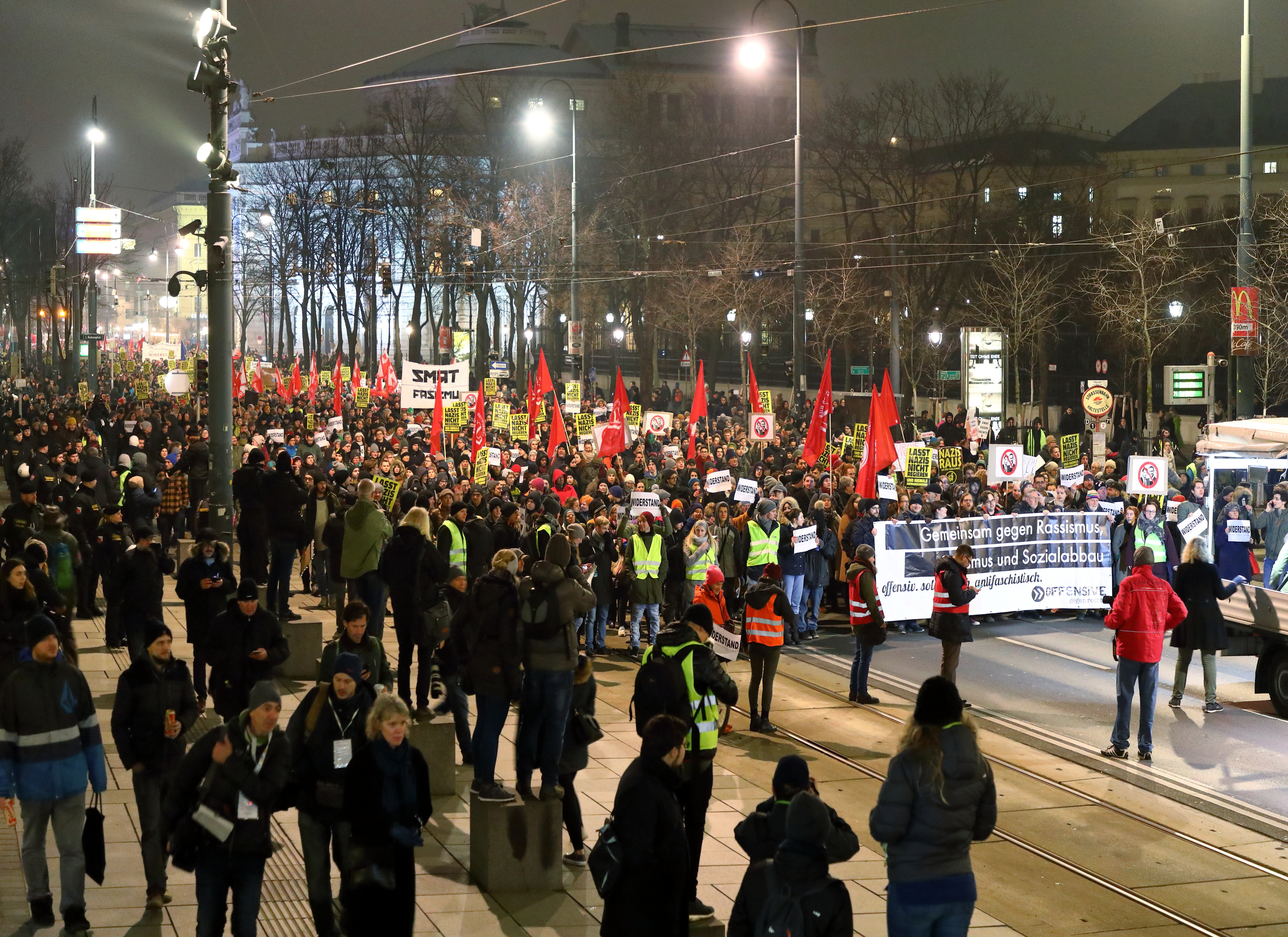
Der Demonstrationszug gegen den Akademikerball 2018 am Ring

Im Jahr 2018 riefen die Offensive gegen Rechts und andere Organisationen zu einer Demonstration auf. Rund 8.000 bis 10.000 Teilnehmer protestierten friedlich, knapp 3000 Polizisten waren im Einsatz. Im Jahr 2019 gab es weniger Teilnehmern als in den Jahren davor. Bei der Schlusskundgebung auf dem Stephansplatz nahmen laut Polizeiangaben rund 1.600 Demonstranten teil.

### Proteste 2025
Die Polizei und der Verfassungsschutz haben im März 2025 eine Protestaktion der Jüdische österreichische Hochschüler:innen (JöH) gegen den Ball aufgelöst. Die Studierenden hatten anlässlich des Akademikerballs drei Tage lang eine Projektion auf das äußere Burgtor geworfen, auf der ein Countdown zum sogenannten „Nazi Ball“ zu sehen war. Laut JöH wurde mit der Auflösung eine friedliche Kundgebung gegen den FPÖ-Ball unterbunden und Ermittlungen eingeleitet – und das, ohne die Staatsanwaltschaft zu involvieren. Die Grünen und JöH-Präsident Alon Ishay kritisierten eine mögliche „politische Einflussnahme“. Die Staatsanwaltschaft stellte das Verfahren wegen „Verhetzung“ wenige Tage nach der Auflösung des Protestes ein, die zuständige Staatsanwältin folgte in ihrer Entscheidung den Argumenten der JöH.
Am Tag des Balls kam es dann zu weiteren Protesten. Organisatoren der „Offensive gegen Rechts“ sprachen gegenüber der APA nach Demoende gegen 20.00 Uhr von rund 1.000 Teilnehmerinnen und Teilnehmern. Die Polizei verzichtete auf eine Bekanntgabe entsprechender Zahlen. Das „Antifaschistische Bündnis Ballhausplatz“ – ein Zusammenschluss der JöH, der Omas gegen Rechts, der Grünen Jugend und weiterer Gruppen – hatte im Vorfeld des Balls am Michaelerplatz eine Kundgebung um 19.00 Uhr angesetzt.

## Künstlerische Bearbeitungen
Am 27. Jänner 2014 wurde von der Wiener Band 5/8erl in Ehr’n ein Song mit dem Titel Akademikerball via Soundcloud veröffentlicht.
Der Akademikerball und Polizeigewalt sind auch die Themen des Songs Jag mich durch die Straßen, welchen die österreichische Band Skatapult im September 2015 auf YouTube vorstellte. Der Song schaffte es unter die Top 25 des Protestsongcontests 2016 von FM4.